# Franciska Clausen
Franciska Clausen, auch Franziska Clausen (* 7. Januar 1899 in Apenrade; † 5. März 1986 ebenda) war eine deutsch-dänische Malerin der Neuen Sachlichkeit, des Kubismus, Purismus und des Surrealismus.

## Leben
Franciska Clausen war die Tochter des dänischen Kaufmanns Peter Clausen und dessen Ehefrau Kirstine (geb. Olufsen); zum Zeitpunkt ihrer Geburt gehörte Apenrade zum Deutschen Reich. In der Zeit von 1916 bis 1917 besuchte sie die Modellklasse der Großherzoglich-Sächsischen Kunstschule Weimar und ging 1918 an die Frauenakademie in München. Von 1919 bis 1921 war sie Schülerin der Kunstakademie Kopenhagen und malte dort unter der Leitung von Sigurd Wandel (1878–1947) Interieurs und Porträts. 1921 wechselte sie an die Kunstakademie nach München und besuchte daran anschließend bis 1922 die private Kunstschule des Malers Hans Hofmann.
Im Oktober 1922 kam sie nach Berlin, wo sie über die Galerie Der Sturm László Moholy-Nagy kennenlernte, unter dessen Einfluss sie ihre ersten abstrakten Collagen herstellte. 1923 beteiligte sie sich an der Großen Berliner Kunstausstellung in der avantgardistischen Abteilung Novembergruppe. Als László Moholy-Nagy an das Bauhaus wechselte, besuchte sie in Berlin das Atelier des russischen Bildhauers Alexander Archipenko.
Seit Januar 1924 lebte sie in Paris, wo sie bis zum Dezember 1925 in der Academie moderne eine der ersten Schülerinnen von Fernand Légers Malerschule wurde; mit diesem war sie später eng befreundet. In Paris konnte sie ohne Atelier, auf wechselnde Hotelzimmer angewiesen, zumeist nur kleinformatische Gouachen, Aquarelle und Collagen anfertigen. 1926, 1928 und 1929 stellte sie im Salon des Société des Artistes Indépendants aus und hielt sich bis 1933 jährlich in Paris auf.
Von 1927 bis 1928 stellte sie auch in New York, Chicago und Philadelphia aus; in dieser Zeit näherte sie sich dem Surrealismus und 1929 dann der konkreten Abstraktion. 1930 stellte sie mit der Gruppe Cercle et Carré in Paris aus und stand in dieser Zeit künstlerisch dem Neoplastizismus eines Piet Mondrian und Georges Vantongerloo nahe. 1932 hatte sie in Kopenhagen in der Galerie Binger eine erste große Einzelausstellung.
Seit 1933 hielt sie sich vor allem in Apenrade auf und unterrichtete nebenher an der Zeichen- und Kunstgewerbeschule für Frauen (Tegne- og Kunstindustriskole für Kvinder) in Kopenhagen. Sie beteiligte sich unter anderem auch an den Ausstellungen Funktionalistische Ausstellung 1931 in Stockholm, Den Frie Udstilling 1935 in Kopenhagen und Surrealismus in Norden in Lund.
Franciska Clausen blieb unverheiratet. Nach ihrem Tod hinterließ sie eine Sammlung von 2.500 Werken, die teilweise seit 1990 in einem separaten Bereich des Trapholt Museum für Moderne Kunst in Kolding ausgestellt wurde. Im Jahr 2011 wurde die Sammlung Franciska Clausens in das Schloss Brundlund nach Abenrade verlegt. Die Stadt plant, in Zukunft ein Zentralmuseum zu errichten, in dem, neben dem traditionsreichen Schifffahrtsmuseum, auch die bisher im Schloss Brundlund untergebrachte Gemäldesammlung angemessen präsentiert werden soll.
Anlässlich der Wiederentdeckung der dänischen Surrealistinnen wurde von Februar bis Juni 2019 die Ausstellung Kvindernes Surrealisme im Kunstmuseum in Tondern gezeigt, in der neben den Werken von Rita Kernn-Larsen (1904–1998) und Elsa Thoresen (1906–1994) auch die von Franciska Clausen ausgestellt waren.

## Ehrungen und Auszeichnungen
- 1966: Wissenschafts- und Kulturpreis Tagea Brandts Rejselegat
- 1977: Thorvaldsen-Medaille (höchste dänische Auszeichnung innerhalb der bildenden Künste; ist nach dem Bildhauer Bertel Thorvaldsen benannt);
- 1979: Ehrenpreis auf Lebenszeit der Dänischen Kunststiftung Statens Kunstfond.[4]

## Mitgliedschaften
- Franciska Clausen war Mitglied von Grænselandsudstillingen, ein Zusammenschluss ausübender Künstler, die im Grenzland geboren wurden oder ihren festen Wohnsitz haben.[5]

## Werke (Auswahl)
- Louisiana Museum of Modern Art, Humlebæk
- Moderna Museet, Stockholm
- ARoS Aarhus Kunstmuseum
- Museum Jorn, Silkeborg
- Museum, Skive
- Museum, Apenrade
- Kunst Museum Panbo, Apenrade[6]
- Museum Sonderborg
- Städtisches Museum, Flensburg
- Kunsthalle zu Kiel